# Don’t Stop the Party
Don’t Stop the Party ist ein Lied der Black Eyed Peas und die dritte Singleauskopplung aus dem Album The Beginning. Sie wurde in Deutschland am 10. Mai 2011 veröffentlicht.

## Hintergrund
Don’t Stop the Party ist nach The Time (Dirty Bit) und Do It Like This das dritte Lied des Albums The Beginning, welches von Damien LeRoy alias DJ Ammo produziert wurde. Geschrieben wurde das Lied von den Mitgliedern der Black Eyed Peas sowie Damien LeRoy und Joshua Alvarez. Das Electropop-/Electrohouse-Stück, mit über sechs Minuten das längste auf dem Album, weist einen Slap-Funk-Bass auf und wird von Synthesizern dominiert.

## Geschichte
Es handelt sich um eines von drei Stücken auf The Beginning, das von DJ Ammo alias Damien LeRoy produziert wurde. Die Veröffentlichung des Stücks als Single wurde am 5. September 2011 angekündigt.

## Rezeption
Die Webseite Billboard.com schrieb, das Lied sei expertenmäßig produziert, es gebe aber Probleme mit dem Wordplay: „On the track Don’t Stop the Party, he chest-thumps, 'Kill you with my lyricals/Call me verbal criminal.' It’s a silly boast for an artist who clearly focuses on beats over rhymes, and is probably better off for it.“ Auf der Webseite Allmusic.com wurde das Stück von John Bush als „Track Pick“ ausgewählt. Er nannte es ein „Highlight“ des Albums.

## Musikvideo
Im Musikvideo sind die Black Eyed Peas bei Auftritten und hinter den Kulissen zu sehen. Der Regisseur des Videos war Ben Mor.

## Kommerzieller Erfolg

### Chartplatzierungen
| ChartsChartplatzierungen       | Höchstplatzierung | Wochen |
| ------------------------------ | ----------------- | ------ |
| Deutschland (GfK)              | 27 (18 Wo.)       | 18     |
| Österreich (Ö3)                | 5 (21 Wo.)        | 21     |
| Schweiz (IFPI)                 | 25 (18 Wo.)       | 18     |
| Vereinigte Staaten (Billboard) | 86 (4 Wo.)        | 4      |
| Vereinigtes Königreich (OCC)   | 17 (15 Wo.)       | 15     |

| ChartsJahrescharts (2011) | Platzierung |
| ------------------------- | ----------- |
| Österreich (Ö3)           | 69          |

### Auszeichnungen für Musikverkäufe
| Land/Region                  | Auszeichnungen für Musikverkäufe (Land/Region, Auszeichnung, Verkäufe) | Verkäufe |
| ---------------------------- | ---------------------------------------------------------------------- | -------- |
| Australien (ARIA)            | Platin                                                                 | 70.000   |
| Belgien (BRMA)               | Gold                                                                   | 15.000   |
| Brasilien (PMB)              | Diamant                                                                | 250.000  |
| Frankreich (SNEP)            | Platin                                                                 | 200.000  |
| Italien (FIMI)               | Gold                                                                   | 15.000   |
| Neuseeland (RMNZ)            | Gold                                                                   | 7.500    |
| Schweiz (IFPI)               | Gold                                                                   | 15.000   |
| Vereinigtes Königreich (BPI) | Silber                                                                 | 200.000  |
| Insgesamt                    | 1× Silber · 4× Gold · 2× Platin · 1× Diamant ·                         | 772.500  |

Hauptartikel: The Black Eyed Peas/Auszeichnungen für Musikverkäufe